# Menodotus van Nicomedia
Menodotus van Nicomedia (Oudgrieks Μηνόδοτος, 2e eeuw n.Chr, Nicomedia in Bithynië) was een arts. Hij was een leerling van Antiochus van Laodicea en leermeester van Herodotus van Tarsus. Hij behoorde tot de Empirische school en leefde waarschijnlijk in het begin van de 2e eeuw. Hij weerlegde enkele van de adviezen van Asclepiades van Bithynië en was buitengewoon hard tegen de dogmatici. Hij genoot in zijn tijd een grote reputatie en wordt meerdere malen geciteerd en genoemd door Galenus. Hij lijkt een aantal werken te hebben geschreven, waaruit geciteerd wordt door Diogenes Laërtius. Deze werken zijn echter niet bewaard gebleven. 

## Voetnoten
1. ↑  Diogenes Laërtius, ix. § 116; Galenus, De Meth. Med. Ii. 7, Introd. C. 4.; Sextus Empiricus, Pyrrhon. Hypotyp.I. § 222
2. ↑  Galenus, De Nat. Facult. I. 14
3. ↑  Galenus, De Subfig. Empir. C. 9, 13
4. ↑  Galenus, De Cur. Rat. per Ven. Sect. C. 9; Comment, in Hippocr. "De Artic" iii. 62;' 'Comment, in Hippocr. "De Rat. Vict. In Morb. Acuut." Iv. 17; De Libr. Propr. C. 9; De Compos. Medicam. sec. Locos, vi. i.